# Коломје (Горња Гарона)
Коломје (фр. Colomiers) насеље је и општина у јужној Француској у региону Миди Пирене, у департману Горња Гарона која припада префектури Тулуз.
По подацима из 2011. године у општини је живело 35.784 становника, а густина насељености је износила 1717,91 становника/km². Општина се простире на површини од 20,83 km². Налази се на средњој надморској висини од 160 метара (максималној 191 m, а минималној 145 m).

## Демографија
| 1962. | 1968.  | 1975.  | 1982.  | 1990.  | 1999.  | 2011.  |
| ----- | ------ | ------ | ------ | ------ | ------ | ------ |
| 4.607 | 10.584 | 20.126 | 23.326 | 26.979 | 28.538 | 35.784 |

График промене броја становника у току последњих година